# Slijtwillige deklaag

Thermisch spuiten is een van de technieken om een slijtwillige laag aan te brengen.

Een slijtwillige deklaag (Engels: abradable coating) is een deklaag die bestaat uit een materiaal wat bij contact met ander materiaal gemakkelijker slijt dan dat andere materiaal.
Slijtwillige deklagen worden meestal toegepast in een corrosieve omgeving, zoals in afdichtingen van gasturbines waar ze blootgesteld worden aan zeer hete gassen. Afdichtingsspleten dienen bovendien dusdanig klein te zijn dat contact tussen de bewegende delen onmogelijk voorkomen kan worden. Door het toepassen van een slijtwillige laag wordt bij het contact tussen de bewegende delen voorkomen dat er onherstelbare schade ontstaat. Een bijkomend voordeel van een slijtwillige laag is dat deze bij onvoorziene omstandigheden (thermische uitzetting en/of trillen) voorkomt dat de boel vastloopt. Hierdoor zal het rendement van de machine bij calamiteiten teruglopen, echter de werking blijft intact.
Deklagen dienen enerzijds bestand te zijn tegen dit soort invloeden en anderzijds bij contact met andere materialen gemakkelijk te slijten. Door deze tegenstelling is er maar een beperkt aantal materialen geschikt.